# Costum popular

Costum popular din Cuciulata, Brașov

Costumul popular reprezintă portul tradițional sau îmbrăcămintea specifică unei regiuni sau țări. În România, acesta reprezintă cămășile și pantalonii (băieți) și rochiile (fete) decorate cu motive tradiționale, broderie cu mai multe culori în modele geometrice.

## Vezi și
- Costume populare românești